# Period. End of Sentence.
Period. End of Sentence. (no Brasil, Absorvendo o Tabu) é um documentário indiano de 2018 escrito e dirigido por Rayka Zehtabchi. Como reconhecimento, venceu o Óscar 2019 na categoria de Melhor Documentário de Curta-metragem.